# 埃里克·努尔贝里
埃里克·努尔贝里（瑞典語：Erik Norberg，1883年9月30日—1954年2月19日），瑞典前男子竞技体操运动员。他曾获得1908年夏季奥运会体操比赛男子团体全能金牌。他于1954年在英国伦敦去世。